# 大戈里察
大戈里察（克羅埃西亞語： [ʋêlikaː ɡǒritsa]）是克羅地亞的城鎮，位於該國中部，由薩格勒布縣負責管轄，面積552平方公里，該地區自石器時代有人類居住，2011年人口63,517。

## 名称
大戈里察「Velika Gorica」是由两个单词组成的，「Velika」是形容词，即「大的」；「Gorica」在克罗地亚语种普遍指的是「山冈」，而在克罗地亚方言中则指「葡萄园」因此，照字面意义来讲，「大戈里察」就是「大的葡萄园」。

## 外部連結
- Velika Gorica official web page（页面存档备份，存于）
- Velika Gorica tourist board